# Dienes László
Dienes László (Tokaj, 1889. március 27. – Budapest, 1953. április 5.) magyar szociológus, esztéta, szerkesztő, könyvtárigazgató, egyetemi tanár. Dienes Pál testvére. Felesége Götz Irén Júlia.

## Élete
Tokajon született református nemesi családban. Apja Dienes Barna (1852–1923), az Alsó-szabolcsi Tiszai Ármentesítő Társulat igazgatója, jogász, anyja, Pusztay Ilona (1860–1934) volt. Az apai nagyszülei Dienes László, a gróf Károlyi család birtokainak jószágigazgatója, és Osváth Klára voltak. Az anyai nagyszülei Pusztay Lajos (1806–1876), ügyvéd, Debrecen városi képviselő, 40 évig Semsey Albertnek az uradalmi igazgatója, és Platoni Katalin (1827–1895) voltak.
Középiskolai tanulmányait a debreceni református kollégiumban, a jogot Budapesten végezte, két évig Párizsban tanult. Fiatalon bekapcsolódott a szocialista diákok szervezetébe s a Galilei Körbe, Szabó Ervin tanítványa, 1918 őszén a Fővárosi Könyvtár vezetője Budapesten, a KMP alapító tagja, a Magyarországi Tanácsköztársaság idején városi népbiztos.
Könyvtártudományi és irodalomkritikai munkái 1914-től jelentek meg, háborúellenes cikkeit a Huszadik Század közölte. 1919 őszén barátjával, Bölöni Györggyel együtt mint politikai emigráns Romániában telepedett le, s együtt indították meg a Bukaresti Hírlap c. napilapot. Munkatársa a Napkeletnek is, Nyugati szemle c. rovatában rendszeresen beszámolt a nyugati avantgardista áramlatokról, s a lap hasábjain maga is szürrealista novellákkal jelentkezett; közölt az aradi Geniusban és Periszkopban is. 1922-ben Kolozsvárt telepedett le, s a Keleti Újságnál volt szerkesztőségi tag 1925-ig.
Életrajzírói bírálták Művészet és világnézet c. cikkgyűjteményének (Kolozsvár, 1925) idealista beütéseit, s alapítása, az 1926 február havában beköszöntőjével induló kolozsvári Korunk, haladó úttörésében sem volt még mentes a kísérletező eklekticizmustól. Amikor radikális gondolkodása miatt vasgárdista diákok véresre verték, az incidens után feleségével, Götz Irén Júlia egyetemi vegyészprofesszornővel és gyermekeivel 1928-ban Berlinben keresett menedéket. Onnan küldte el helyettesének, majd utódjának, Gaál Gábornak Az orosz szocialista tervgazdaság c. tanulmányát (Korunk 1929/11-12 és 1930/1), az első magyar ismertetést a Szovjetunió közgazdasági fejlődéséről és megerősödéséről. Mint társszerkesztő 1931 augusztusáig szerepelt neve a Korunk élén, ekkor költözött Moszkvába, ahol 1945-ig nyelvpedagógusi és bibliográfiai munkásságot fejtett ki. 1945-től Magyarországon élt, ahol haláláig a Fővárosi Szabó Ervin Könyvtár igazgatója s a gazdaságtani tanszék vezető tanára az egyetem jogi karán.

## Értékelése, emlékezete
Kritikai írásait (1921-31) válogatta, jegyzetekkel ellátta és sajtó alá rendezte Sugár Erzsébet: a kötet „Sejtelme egy földindulásnak...” címmel 1976-ban jelent meg a bukaresti Kriterion Könyvkiadónál. A bevezető tanulmányt író Kovács János fejtegetéseit így fejezte be: „A Korunk alapítása és eszmei irányítása az elkötelezett szocialista eszmények szellemében Dienes László életművének legmaradandóbb része. A Korunk az ő életműve is, akárcsak a Gaál Gáboré, aki a harmincas években kiteljesítette Dienes László kezdeményezését, s továbbvitte megkezdett munkáját.”
1966-tól 2018-ig a nevét viselte Debrecenben a mai Szent László Görögkatolikus Gimnázium, Egészségügyi Szakgimnázium és Szakközépiskola.

## Művei
- Walter Hofmann könyvtári törekvései (1916)
- Előtanulmány Marx „Tőke” című művéhez. Bevezetés a közgazdaságtanba (1948)